# Pietro Gagliardi

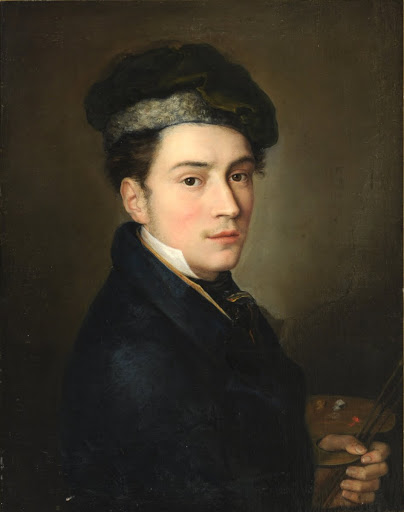
Autoritratto di Pietro Gagliardi tra 1830 e 1840

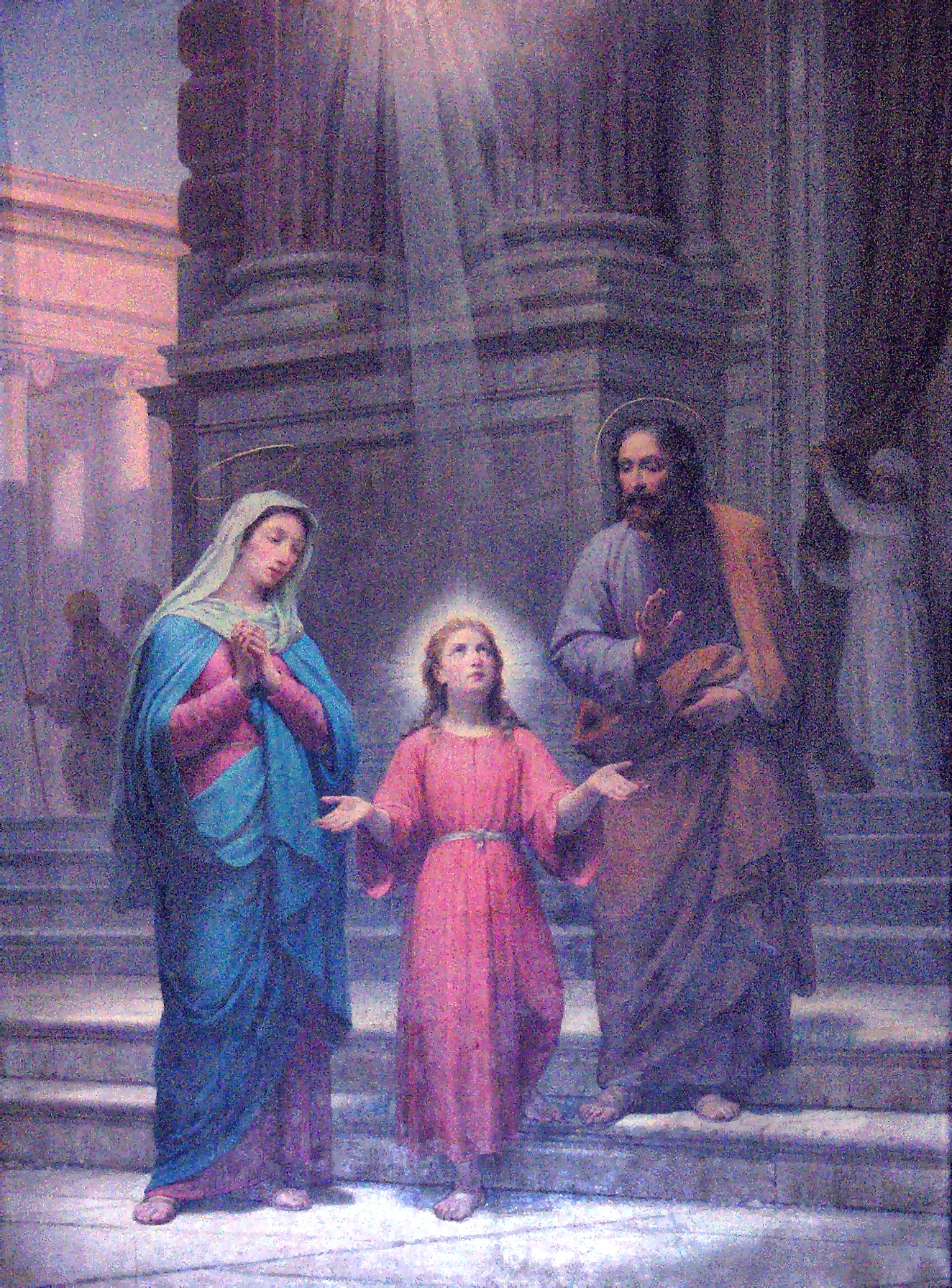
Sacra Famiglia al Tempio di Gerusalemme nella chiesa di Sant'Eustachio a Roma

Pietro Gagliardi (Roma, 9 agosto 1809 – Frascati, 19 settembre 1890) è stato un pittore e architetto italiano.

## Biografia
Pietro nacque a Roma il 9 agosto 1809 da Francesco, di origine campana, e da Angela Zucchi, romana. Studiò inizialmente architettura presso il prof. Francesco Lanci, ma, dopo la morte del fratello Giovanni, pittore, si dedicò alla pittura. Frequentò i corsi dell'Accademia di San Luca, avendo diversi maestri tra cui Tommaso Minardi. Partecipò ai concorsi della scuola del nudo ottenendo il secondo posto nel 1827 e, nel 1828, la medaglia di incoraggiamento.
Gagliardi lavorò prevalentemente a Roma, nello studio sito in palazzo Giustiniani, a piazza San Luigi dei Francesi.
Il primo incarico di rilievo risale al 1834 quando a Frascati, per il principe Francesco Borghese Aldobrandini, decorò la cappella di S. Sebastiano nella villa Aldobrandini (o "Belvedere").
Negli anni Quaranta si affermò soprattutto quale pittore di dipinti sacri e fu attivo a Roma e, specialmente, a Tarquinia, dove lavorò insieme con i nipoti Francesco e Giovanni.
Nel 1847 lavorò al completamento della decorazione ad affresco della chiesa di San Girolamo dei Croati (o "degli Schiavoni") a Roma.
Eseguì ulteriori dipinti, di tema mitologico e storico, in altre residenze aristocratiche, quali villa Torlonia a Castel Gandolfo (1841 circa); nel palazzo Torlonia in piazza Venezia (1842 circa), poi demolito; nel tratto nuovo del Casino dell'Aurora voluto dal principe di Piombino Antonio Boncompagni Ludovisi (1855-58); nel palazzo Sangermano-Rappini ad Arpino (1871).
Tra 1854 e 1868, sempre a Roma, lavorò alla decorazione affrescata della chiesa di Sant'Agostino, eseguita insieme con il nipote Giovanni.
Nel 1875/76 nella chiesa di S.Atanasio dei Greci in Roma realizzò la parte pittorica della nuova iconostasi e tre dipinti murali: Sant'Atanasio, Il sacrificio di Isacco e La deposizione dalla Croce all'interno del santuario.
Fu membro della Congregazione dei Virtuosi al Pantheon dal 1857, essendone più volte presidente e reggente dal 1888. 
Fu professore accademico di San Luca e fece parte nel 1870 della commissione aggiunta per la pittura all'Esposizione romana di arte cattolica.
Gagliardi morì a Frascati il 19 settembre 1890 e fu sepolto, come i familiari e la moglie Vittoria Roscioli, nella chiesa romana di Sant'Agostino, nella cappella di San Giuseppe da lui restaurata e dipinta.

## Opere
- 1887, Assunzione della Vergine, olio su tela, opera custodita nella chiesa parrocchiale dell'Assunzione di Maria di Gudia, Malta.